# فرانک کیبل
فرانک کیبل (انگلیسی: Frank Cable؛ ۱۹ ژوئن ۱۸۶۳ – ۲۱ مهٔ ۱۹۴۵) یک مهندس اهل ایالات متحده آمریکا بود. وی از پیشگامان توسعۀ زیردریایی بود و اولین زیردریایی نیروی دریایی ایالات متحده آمریکا به نام یواس‌اس هلند (اس‌اس-۱) را ساخت.

## بیشتر بخوانید
- Morris, Richard Knowles (October 1998). "Who Built Those Subs?". Naval History. United States Naval Institute. 12 (5). ISSN 1042-1920. OCLC 16311980.
- Cable, Frank T.; Holland, John Phillip; Kimball, William Wirt (1924). The Birth and Development of the American Submarine. New York: Harper & Bros. OCLC 1729052.